# Kaple Zmrtvýchvstání Páně (Brusel)
Kaple Zmrtvýchvstání Páně (francouzsky Chapelle de la Résurrection) neboli kaple pro Evropu (Chapelle pour l'Europe) je římskokatolická kaple s ekumenickou orientací, nacházející se v Evropské čtvrti Bruselu.
Tento kostel, jehož historie se datuje již od 15. století, byl původně v jiné části centra města. Byl však zbourán během přestavby centra v roce 1907. Kostel byl znovu postaven podle původní předlohy. Na podzim roku 2001 - poté, co byla kaple přestavěna a změnila sa pastorační vize - kaple získala současný název. Pastoračni program této kaple reaguje na požadavky ekumenického prostředí hlavního města Evropské unie. Pastorační odpovědnost za kapli převzal jezuitský řád.

## Historie
Církevní stavba, která navazuje na starší předlohu budovy z 18. století byla od základů obnovena. Stála původně na místě dnešního hlavního nádraží a byla v rámci plánování městské dopravy zbourána a znovu vystavěna v městské části Vanmaerlantstraat. Zde byly budovy kláštera sester Věčného klanění (Dames de l'Adoration perpétuelle). V této podobě je soubor původních staveb nadále zachován, byť se změnilo využití těchto budov. Od roku 1999 slouží hlavní budova jako Návštěvnické centrum a knihovna Evropské komise. Kapli začali využívat nejenom zaměstnanci zdejších evropských institucí, nýbrž všichni, kdo hledají prostor pro ztišení a modlitbu. Z darů a příspěvků Konference katolických biskupů Evropy, Konference evropských církví, Jezuitského řádu a mnoho dalších nadací a dárců byla kaple v letech 1999-2000 kompletně zrekonstruována. Dne 25. září 2001 byla nově obnovená kaple slavnostně otevřena a vysvěcena tehdejším bruselským arcibiskupem Godfriedem kardinálem Danneelsem.

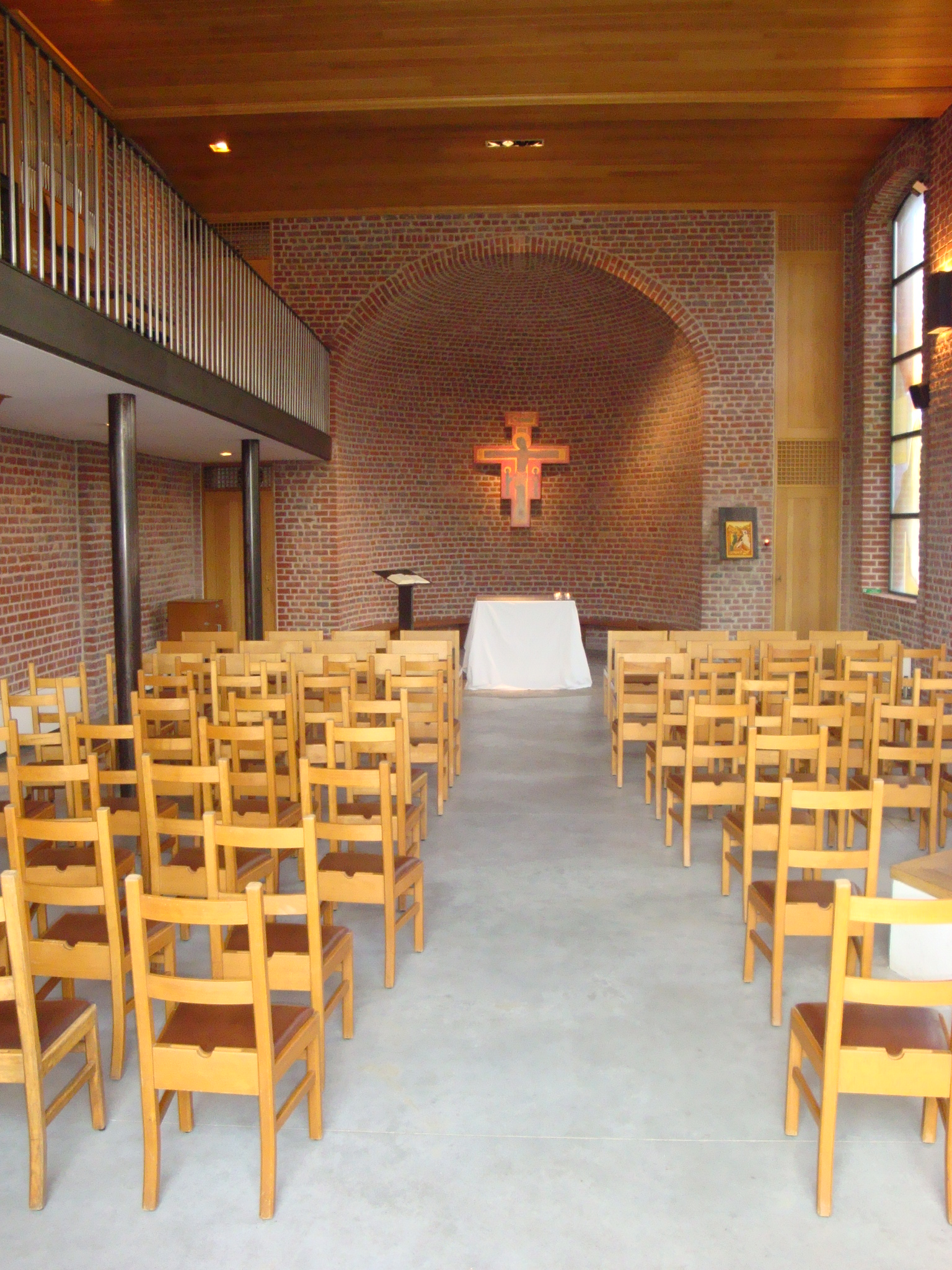
interiér

## Architektura
Zatímco neorenesanční fasáda kaple zůstala při rekonstrukci téměř nedotčena, interiér kostela byl při přestavbě v letech 1999-2000 kompletně změněn podle projektu bruselské architektonické kanceláře Marionex. Dnes je budova složena ze čtyř podlaží, oproti dřívějšímu stavu. Vstupní část kaple (přízemí) může sloužit též pro účely konání recepcí, jako místo pro zasedání nebo jako výstavní prostory. V suterénu se nachází krypta, kterou návštěvníci vyhledávají k tiché modlitbě či adoraci. Zlatý kříž je dílem sochaře Filipa Denise. Loď kaple se nyní nachází v prvním patře a je přístupná přes vnitřní schodiště nebo je dostupná výtahem. Jelikož kaple ztratila svoji původní výšku, musely být vyhotoveny nové výplně oken a to vídeňským malířem Thomasem Reinholdem. Umělecké výplně oken po stranách jsou snahou o vyjádření témat Stvoření, Vtělení, starozákonního Hořícího keře a Letnic, zatímco okno v průčelí sakrální stavby reflektuje téma Vzkříšení. V interiéru kaple jsou instalovány varhany z dílny Etienna Debaisieuxe. Nástroj je darem od Evangelické církve v Německu. V prostoru kostela nalezneme téź další společenské prostory či kanceláře.

## Pastorace
Kaple není farní kostel. Vzhledem k jejímu zvláštnímu postavení ve středu kancelářské a obchodní čtvrti, v blízkosti evropských institucí (Rada Evropské unie, Evropský parlament, Evropská komise atd.), slouží jako místo pro diskuze, setkání, místo pro modlitbu. Kaple je otevřena hlavně ve všední dny a otevírací doba je tak přizpůsobena pracovnímu rytmu nejen zaměstnanců evropských institucí. Pastorační team nabízí programy pro lidi různých křesťanských denominací. Team této kaple v samotném srdci hlavního města Evropské unie je tvořen duchovními, řeholníky a v neposlední řadě dobrovolníky. Můžete využít katolické, luteránské nebo ortodoxní duchovní služby - zejména v době oběda. Pastorace je nabízena v mnoha jazycích, především však v angličtině a francouzštině.

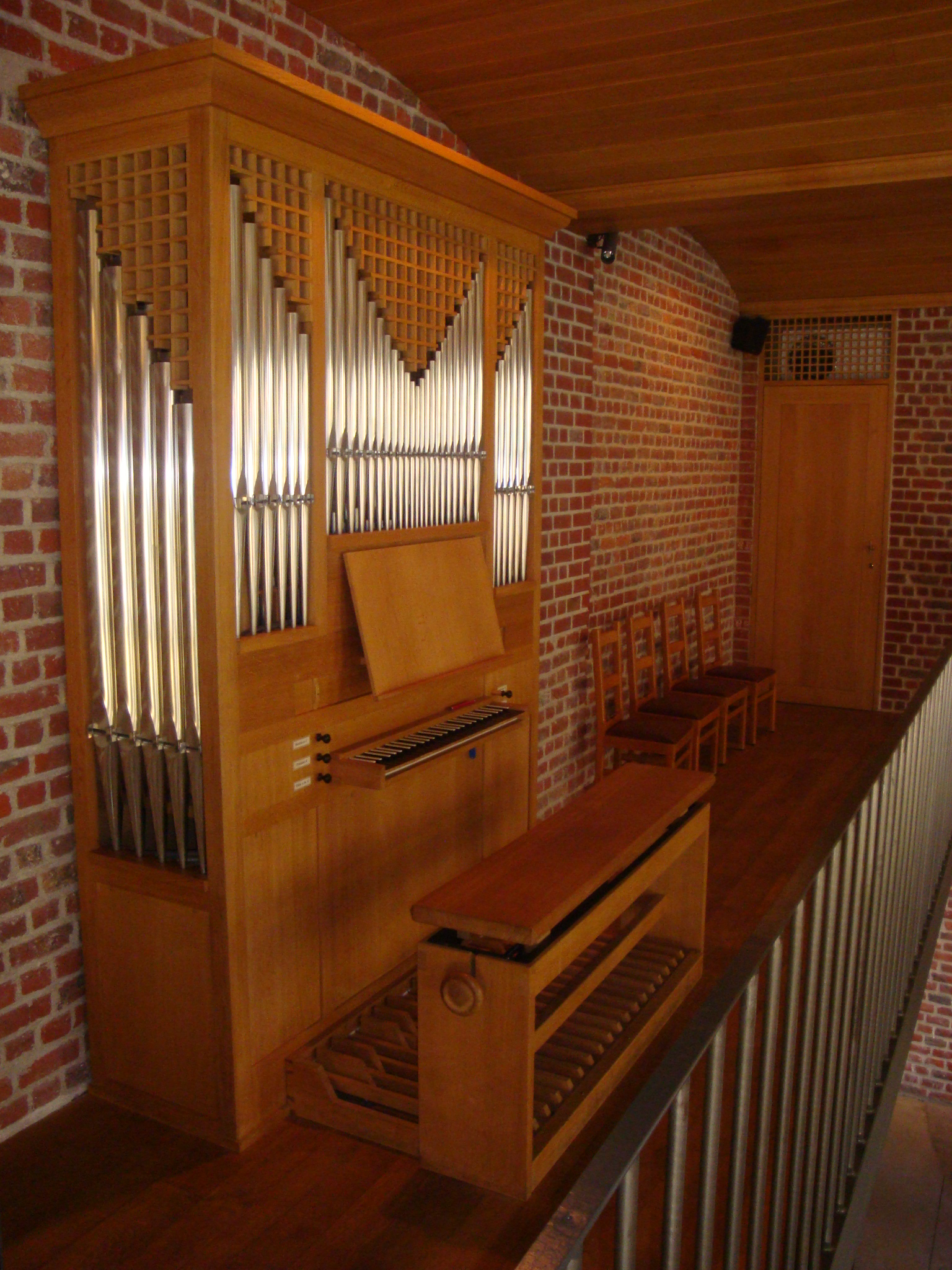
Varhany